# Statutaire stad
Een statutaire stad is een stad met een bijzonder statuut in Oostenrijk (Duits: Statutarstadt) en in Tsjechië (Tsjechisch:  statutární město).  Het komt er vereenvoudigd op neer dat deze steden, naast het statuut van gemeente, ook het statuut van een district hebben.  In Duitsland heet een vergelijkbare stad een Kreisfreie Stadt, een stad zonder district. 

## Oostenrijk
In Oostenrijk kennen alle gemeenten grondwettelijk dezelfde organisatie, zelfs de stad Wenen, die ook een deelstaat is. 
Toch kunnen steden met meer dan 20.000 inwoners een bijzonder statuut krijgen. Eisenstadt en Rust behielden bovendien hun vroegere status als Hongaarse vrijstad.  De burgemeester is zowel hoofd van de gemeente als van het district (Bezirk); in Wenen is de burgemeester ook nog Landeshauptmann.
De 15 Statutarstädte in Oostenrijk zijn :
| Stad                  | Bundesland           | sinds | Opmerking                                  |
| --------------------- | -------------------- | ----- | ------------------------------------------ |
| Eisenstadt            | Burgenland           | 1921  | voordien sinds 1648 een Hongaarse vrijstad |
| Graz                  | Stiermarken          | 1967  |                                            |
| Innsbruck             | Tirol                |       |                                            |
| Klagenfurt            | Karinthië            | 1850  |                                            |
| Krems an der Donau    | Neder-Oostenrijk     | 1938  |                                            |
| Linz                  | Opper-Oostenrijk     | 1866  |                                            |
| Rust                  | Burgenland           | 1921  | voordien sinds 1681 een Hongaarse vrijstad |
| Salzburg (stad)       | Salzburg (deelstaat) | 1869  |                                            |
| Sankt Pölten          | Neder-Oostenrijk     | 1922  |                                            |
| Steyr                 | Opper-Oostenrijk     | 1867  |                                            |
| Villach               | Karinthië            | 1932  |                                            |
| Waidhofen an der Ybbs | Neder-Oostenrijk     | 1868  |                                            |
| Wels                  | Opper-Oostenrijk     | 1964  |                                            |
| Wenen                 | Wenen                | 1850  | tot 1921 ook een deel van Neder-Oostenrijk |
| Wiener Neustadt       | Neder-Oostenrijk     | 1866  |                                            |

## Tsjechië
In Tsjechië hebben 23 steden een bijzondere status. Dit zijn: 
| Stad               | Regio           | Sinds | Opmerkingen   |
| ------------------ | --------------- | ----- | ------------- |
| Brno               | Zuid-Moravië    | 1990  |               |
| České Budějovice   | Zuid-Bohemen    | 1990  |               |
| Havířov            | Moravië-Silezië | 1990  |               |
| Hradec Králové     | Hradec Králové  | 1990  |               |
| Karlsbad           | Karlsbad        | 1990  |               |
| Liberec            | Liberec         | 1990  |               |
| Olomouc            | Olomouc         | 1990  |               |
| Opava              | Moravië-Silezië | 1990  |               |
| Ostrava            | Moravië-Silezië | 1990  |               |
| Pardubice          | Pardubice       | 1990  |               |
| Pilsen             | Pilsen          | 1990  |               |
| Praag              | Praag           | 1990  | Apart statuut |
| Ústí nad Labem     | Ústí nad Labem  | 1990  |               |
| Zlín               | Zlín            | 1990  |               |
| Jihlava            | Vysočina        | 2000  |               |
| Kladno             | Midden-Bohemen  | 2000  |               |
| Most               | Ústí nad Labem  | 2000  |               |
| Karviná            | Moravië-Silezië | 2002  |               |
| Mladá Boleslav     | Midden-Bohemen  | 2002  |               |
| Teplice            | Ústí nad Labem  | 2002  |               |
| Děčín              | Ústí nad Labem  | 2006  |               |
| Frýdek-Místek      | Moravië-Silezië | 2006  |               |
| Chomutov           | Ústí nad Labem  | 2006  |               |
| Přerov             | Olomouc         | 2006  |               |
| Jablonec nad Nisou | Liberec         | 2012  |               |
| Prostějov          | Olomouc         | 2012  |               |
| Třinec             | Moravië-Silezië | 2018  |               |